# بوم‌شناسی قطبی
بوم‌شناسی قطبی یا بوم‌شناسی قطب‌ها (به انگلیسی: Polar ecology) رابطه بین گیاهان و جانوران در یک محیط قطبی است. محیط‌های قطبی در مناطق شمالگان و جنوبگان هستند. مناطق شمالگان در نیمکره شمالی قرار دارند و شامل خشکی و جزیره‌هایی است که آن را دربر گرفته‌اند. جنوبگان در نیمکره جنوبی قرار دارد و همچنین شامل خشکی، جزیره‌های پیرامون و اقیانوس است. نواحی قطبی همچنین شامل ناحیه جنب‌شمالگان و جنب‌جنوبگان است که مناطق قطبی را از مناطق معتدل جدا می‌کند. قطب جنوب و قطب شمال در دایره‌های قطبی قرار دارند. دایره‌های قطبی خطوط خیالی هستند که در نقشه‌ها به عنوان مناطقی هستند که به دلیل تابش کمتر، نور خورشید کمتری دریافت می‌کنند. این نواحی به دلیل کج شدن زمین یا در ۲۴ ساعت شبانه‌روز نور خورشید (خورشید نیمه‌شب) یا سایه (شب قطبی) را دریافت می‌کنند. گیاهان و جانوران در مناطق قطبی توانایی تحمل زندگی در شرایط آب و هوایی سخت را دارند اما با تهدیدهای زیست‌محیطی روبرو هستند که بقای آنها را محدود می‌کند.
نوع اصلی خاک در مناطق قطبی خاک آهومیک است. این شامل خاک سرد بیابانی می‌شود. این خاک از ماسه منجمد تشکیل شده‌است. این خاک‌ها معمولاً دارای مقدار زیادی پوشش گیاهی نیستند اما باکتری‌ها یافت شده‌اند.

## تهدیدها
تهدیدهای زیادی برای مناطق قطبی وجود دارد. یک تهدید صید نهنگ است. شکار نهنگ در قرن شانزدهم آغاز شد. مردم برای فروش گوشت نهنگ‌ها را شکار می‌کردند. تا سال ۱۹۲۵ تعداد نهنگ‌های کشته‌شده از ۱۴۰۰۰ به ۴۰۰۰۰ افزایش یافت.. کمیسیون بین‌المللی شکار نهنگ در سده بیستم تلاش کرد تا شکار نهنگ را متوقف کند، اما ناموفق بود.
تهدید دیگر آلودگی است. بسیاری از مناطق خشکی و آبی در نواحی قطبی آلوده هستند. این می‌تواند به دلیل حمل و نقل نفت توسط کشتی‌های بزرگ باشد. سیبری یکی از نمونه‌های مکانی است که در رودخانه‌های خود آلودگی زیادی داشته‌است.
کاهش لایه اوزون یک تهدید دیگر است. یک سوراخ ازون در بالای قطب جنوب شناسایی شده‌است. علت تخریب لایه اوزون به دلیل کلروفلوئوروکربن‌ها و دیگر گازهای گلخانه‌ای است. دلیل اصلی دیگر گازهای دست‌ساز انسان است که در جو منتشر می‌شود. به همین دلیل پیامدهای زیست‌محیطی زیادی وجود دارند زیرا گازهایی که ۵ برابر سریع‌تر از نابودی آنها آزاد می‌شوند.
گرمایش زمین بر گیاهان و جانوران تأثیر می‌گذارد. برای گیاهان، دمای بالاتر سبب ایجاد استرس در گیاهان می‌شود. برای جانوران، تعداد خرس‌های قطبی در منطقه خلیج هادسون کاهش یافته‌است. از سال ۱۹۸۱ جمعیت خرس‌های قطبی رو به کاهش بوده‌است؛ به این دلیل که گرم شدن کره زمین سبب می‌شود تا یخ‌ها سریع‌تر شکسته شوند، بنابراین خرس‌های قطبی در صورت وجود شرایط بد به سواحل می‌روند.